# Codru, Suceava
Codru este un sat ce aparține orașului Cajvana din județul Suceava, Bucovina, România. Este un sat cu o comunitate strânsă, unde tradițiile și obiceiurile locale sunt încă foarte importante. Peisajul din jur este tipic zonei de deal, cu păduri și câmpuri, oferind un mediu natural frumos. Codru este cunoscut pentru atmosfera sa liniștită și pentru ospitalitatea locuitorilor.
Are o populatie totala de aproximativ 150 persoane si nu dispune de institutii individuale, fiind alipit de orasul Cajvana. 
Teritoriul este in mare parte teren arabil si padure, de aici si denumirea satului. 
Este cunoscut pentru Manastirea Sfanta Treime Codru dar si pentru descoperirile unor ramasite de soldati din razboaiele mondiale ingropate in aceasta zona. 
Se afla in nordul Orasului Cajvana si deserveste ca una dintre sursele de apa pentru oras prin raul Solcuta.
 Acest articol despre o localitate din județul Suceava este deocamdată un ciot. Puteți ajuta Wikipedia prin completarea lui.